# Ferdinando Fuga
Ferdinando Fuga (Firenze, 11 novembre 1699 – Napoli, 7 febbraio 1782) è stato un architetto italiano che realizzò a Roma e a Napoli quasi tutte le sue opere principali.

## Biografia

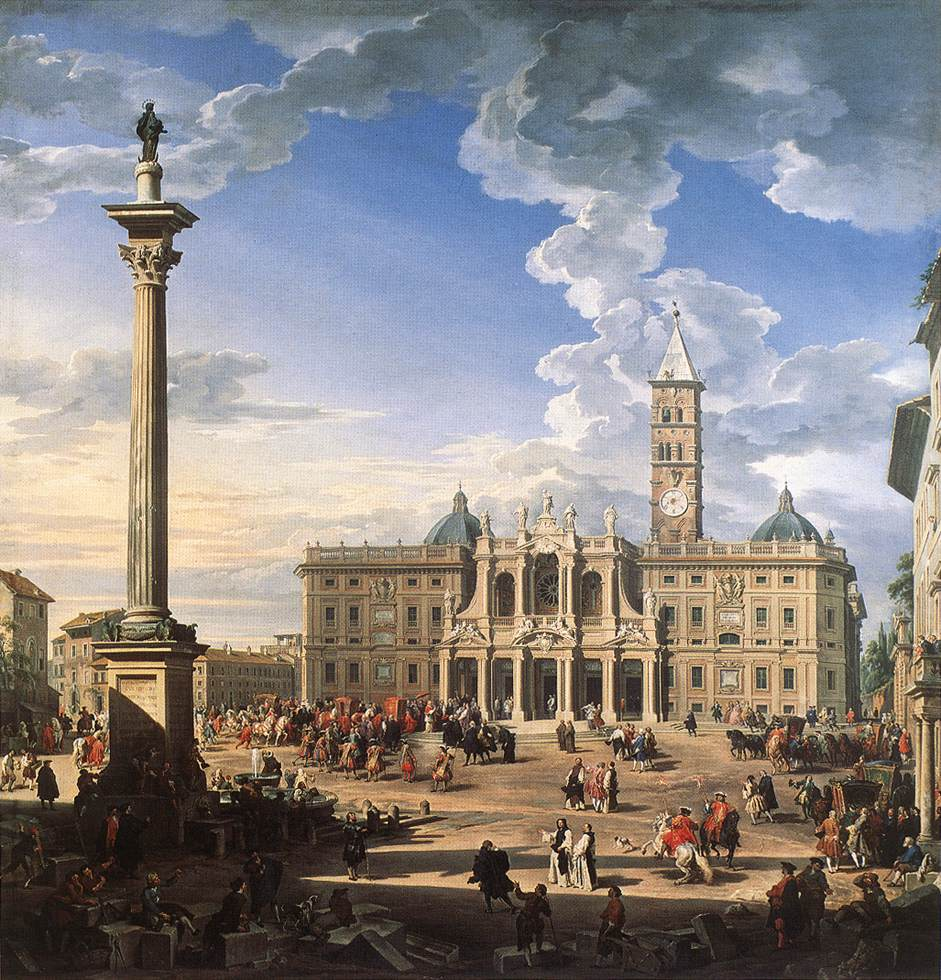
La facciata di Santa Maria Maggiore in un dipinto di Giovanni Paolo Pannini

Nacque a Firenze dal muranese Giovanni Fuga e Antonia Serravalli, i cui ascendenti avevano rivestito cariche primarie nell'amministrazione civica fiorentina, l'11 novembre 1699. Il giorno seguente fu battezzato col nome di Ferdinando in onore di Ferdinando de' Medici, Gran Principe di Toscana, il quale gli fece da padrino in quanto protettore del padre Giovanni suo aiutante di camera che portò con sé, insieme al fratello Francesco che divenne commerciante, da Murano quando lui si ammalò durante il Carnevale di Venezia del 1696.
Allievo di Giovan Battista Foggini, uno dei protagonisti del barocco fiorentino, il giovane Ferdinando si stabilì a Roma nel 1718; l'Urbe serbava tracce di un grandissimo fervore artistico che vi accentrò personaggi del calibro di Nicola Salvi e Alessandro Specchi. Nel terzo decennio del secolo l'architetto si mise in luce con tre progetti che, se non ottennero un successo immediato, ne misero in mostra l'abilità e la maestria: una proposta per la fontana di Trevi (1723) e due disegni per facciate di chiese (San Giovanni in Laterano, 1723, e Santa Maria sopra Minerva, 1725). La facciata della Basilica di Santa Cecilia in Trastevere preannuncerà quella di Santa Maria Maggiore.
A Roma sposò nel novembre 1727 Angela Ponetti dalla quale ebbe cinque figli due delle quali Maria Vittoria e Maria Antonia rispettivamente sposarono Giacomo Pannini, figlio di prime nozze dell'architetto, pittore e scenografo Giovanni Paolo Pannini e Ferdinando Hamerani incisore di monete.

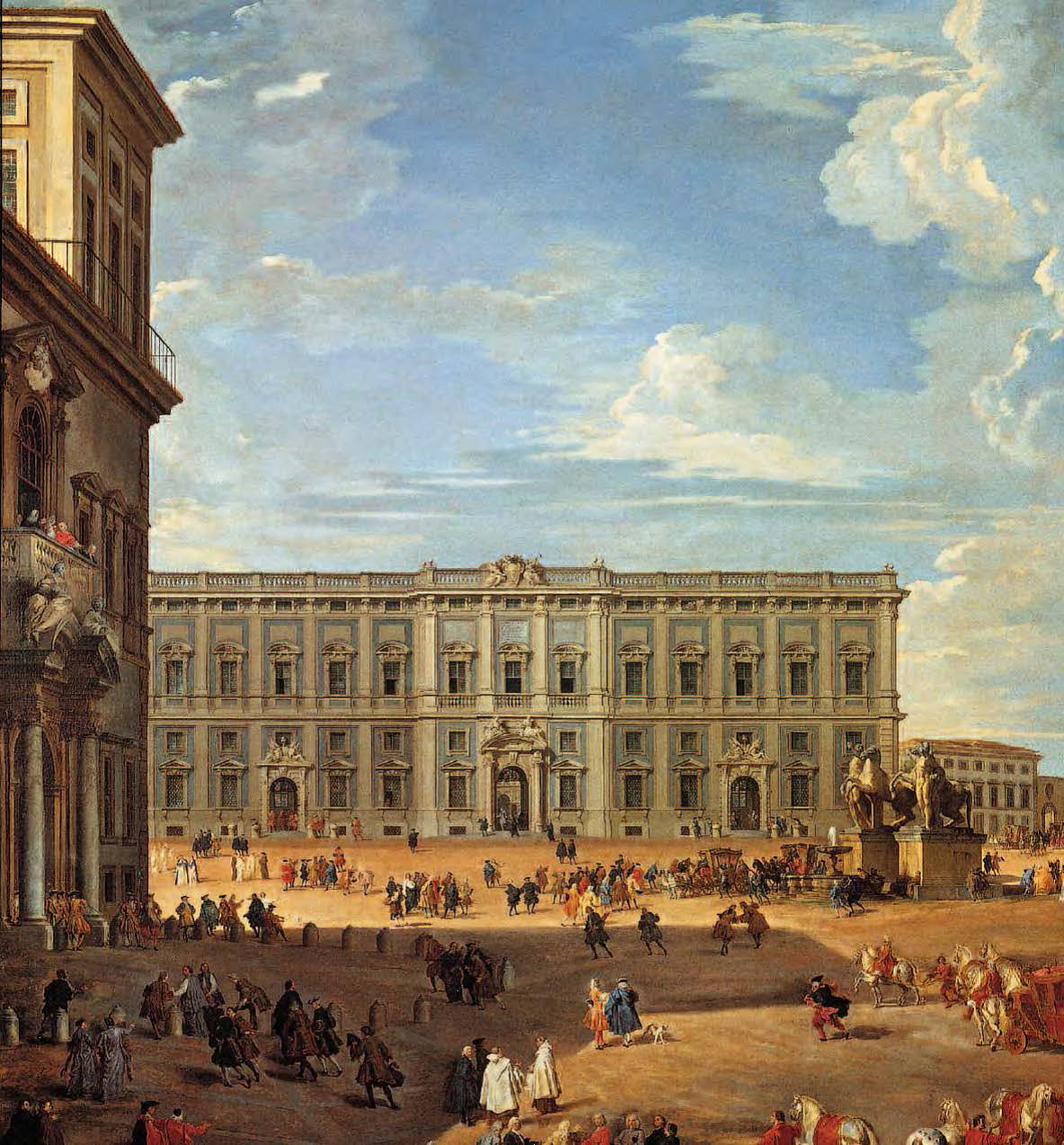
Il Palazzo della Consulta a Roma in un dipinto di Giovanni Paolo Panini

Nel 1730, dopo un breve soggiorno a Palermo, Fuga si guadagna la fiducia del papa conterraneo Clemente XII, che gli affida il progetto del suo palazzo di famiglia (Palazzo Corsini) e la carica di architetto del Quirinale, grazie alla quale avrà l'incarico di costruire la Coffee House del Quirinale, nei giardini e la cosiddetta Palazzina, odierna dimora del Presidente della Repubblica. Nel 1737 completa la scenografia di Piazza del Quirinale con la festosa facciata del Palazzo della Consulta; nello stesso anno termina anche la costruzione della chiesa di Santa Maria dell'Orazione e Morte, nei pressi di Palazzo Farnese, una delle sue opere migliori.
A Roma Fuga mantiene la carica di Architetto dei Sacri Palazzi anche con Benedetto XIV, che gli commissiona la facciata della Basilica di Santa Maria Maggiore, una felice e scenografica creazione, composta di un portico e una loggia immaginata per proteggere i mosaici trecenteschi di Filippo Rusuti.
Risale al 1748 il progetto per la basilica di Sant'Apollinare, per un collegio di gesuiti tedeschi.

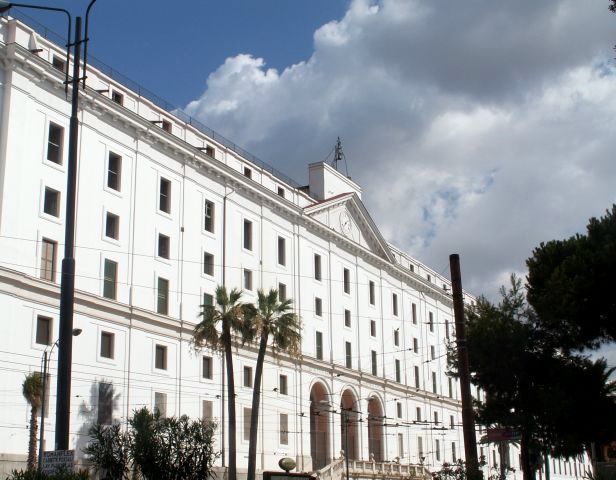
Il Real Albergo dei Poveri, a Napoli

Nel 1751 Fuga venne chiamato a Napoli, nell'ambito del programma di rinnovamento edilizio del nuovo re Carlo di Borbone, con l'incarico di progettare il gigantesco Real Albergo dei Poveri, un edificio tipicamente illuminista, dalla facciata lunga ben 600 m, che però non verrà completato e resterà di lunghezza pari a 360 metri, e dalla grandiosa chiesa esagonale che ne avrebbe movimentato l'immensa mole.
Sempre a Napoli Fuga ottenne numerosi incarichi importanti, come il palazzo dei Granili (non più esistente), la facciata della chiesa dei Girolamini, i palazzi Caramanico e Giordano. Alcuni disegni testimoniano anche la sua partecipazione all'allestimento del nuovo museo archeologico nel palazzo un tempo occupato dall'Università. Opera sua, tipicamente illuminista, fu il Cimitero delle 366 Fosse a Poggioreale, per l'Ospedale degli Incurabili. Si trattava di un'opera innovativa di edilizia cimiteriale, in cui aveva previsto una fossa comune per ciascun giorno dell'anno.
Nel 1764 rimodernò da gotico a barocco il Casino del nobili, in Piazza del Campo a Siena.
Nel 1768 realizzò lungo il cosiddetto Miglio d'Oro a Resìna, la Villa Favorita che divenne poco dopo residenza reale e fu così chiamata dalla regina Maria Carolina d'Asburgo in quanto le ricordava la prediletta dimora di Schönbrunn a Vienna.

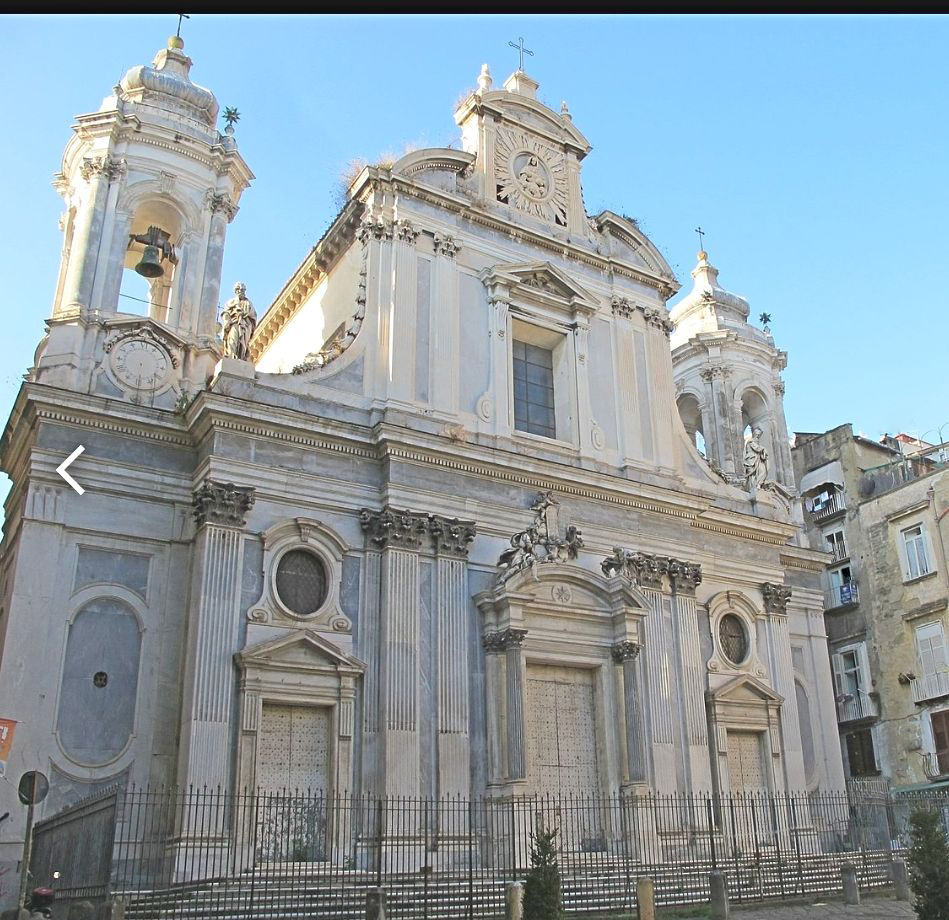
La facciata della Chiesa dei Girolamini, a Napoli

In questi anni lo stile dei suoi edifici si libera progressivamente dei dettagli decorativi tipici del barocco e si fa monumentale e severo, forse più per esigenze illuministiche di funzionalità che per un reale accostamento al nascente neoclassico.
Fu eletto principe dell'Accademia di San Luca per gli anni 1753-1754.
Risale agli ultimi anni della sua vita il progetto per il restauro della Cattedrale di Palermo, attuato interamente dopo la sua morte e in forme molto più radicali di quelle da lui pensate.
Morì a Napoli il 7 febbraio 1782.

## Opere

### Roma
- Palazzo Petroni, 1730;
- Completamento delle scuderie e dell'ampliamento della Manica Lunga del Palazzo del Quirinale e costruzione della Palazzina del segretario della cifra, 1730-1732;
- Interni della chiesa del Bambin Gesù, 1731;
- Palazzo Cenci-Bolognetti
- Palazzo della Consulta, 1732;
- Chiesa di Santa Maria dell'Orazione e Morte, 1733;
- Trasformazione di Palazzo Corsini già Riario, 1736-58;
- Facciata di Santa Cecilia in Trastevere, 1741;
- Facciata di Santa Maria Maggiore, 1741-43;
- Chiesa di Sant'Apollinare, 1744-48.
- Chiesa e scalone del Castello di Torre In Pietra

### L'Aquila
- Chiesa di Santa Caterina Martire, 1747-52.

### Napoli
- Real Albergo dei Poveri;
- Cappella Cellammare e lavori al Palazzo omonimo, 1726-1727;
- Facciata della chiesa dei Girolamini, 1780;
- Palazzo d'Aquino di Caramanico, 1775-1780;
- Radicale ristrutturazione di Palazzo Giordano;
- Cimitero delle 366 Fosse, 1762;
- Palazzo dei Granili, demolito;
- Villa Pignatelli di Monteleone;
- Disegno del monumento di Filippo di Borbone, nella Basilica di Santa Chiara;
- Nuova progettazione del boccascena del Real Teatro di San Carlo, 1778;
- Altre opere minori in varie chiese napoletane;
- Ristrutturazione del palazzo del Museo archeologico nazionale;
- Teatrino di corte di Palazzo Reale;
- Villa Favorita lungo il Miglio d'Oro a Ercolano;
- Real Fabbrica d'Armi di Torre Annunziata (ne completa i lavori modificandone in parte l'assetto originario voluto da Luigi Vanvitelli)

### Palermo
- Ponte sul fiume Milicia, 1729-30;
- Cattedrale di Palermo, 1767 (rifà l'interno e progetta la cupola);
- Palazzo Butera, 1730 circa, si occupa degli interni poi distrutti da un incendio;
- Chiesa di Sant'Ignazio martire, 1730, progetto di riqualificazione architettonica: prospetto, cupola e altare;
- Palazzo Belmonte Riso oggi Riso, 1729-30 circa, gli viene attribuito da Léon Dufourny e poi da Jakob Ignaz Hittorff il disegno del prospetto.

### Umbria
- A Calvi dell'Umbria disegna la chiesa doppia di Santa Brigida.